# Pojasno propusni filtar
Pojasno propusni filtar (eng. band-pass filter), jedna od osnovnih vrsta električnog filtra.
Gotovo svi elektronički uređaji danas imaju neku vrstu filtra te je svijet današnjice bez njih nezamisliv.
Primjenjuje ga se u elektroničkim uređajima radi uklanjanja smetnja ili šumova. Uz njega, za uklanjanje se služimo kvalitetnim uzemljenjem ili metalnim oklopom (Faradayev kavez), a kad želimo nadzirati područjem frekvencija koje želimo eliminirati i/ili propustiti, služimo se propusnim filtrima, koje ovisno o frekventnoj karakteristici dijelimo na: niskopropusni filtar (eng. low pass filter), visokopropusni filtar (eng. high pass filter), pojasno propusni filtar (eng. band pass filter), pojasno nepropusni filtar (eng. band reject filter) i uskopojasni (rezonantni) filtar (narrow band filter).
Pojasno propusni filtar pravimo kombinacijom niskopropusnog i visokopropusnog filtra. Ne može ga se sastaviti pukim spajanjem u seriju spoje RC i CR kruga, jer bi CR krug opteretio izlaz RC kruga te tako znatno promijenio ovisnost sveukupnog pojačanja o frekvenciji. Sljedilo između izlaza RC i ulaza CR kruga jedno je od rješenja. Odnosno, kaskadnim spajanjem dvaju filtara, visoko propusnog CR ili RL filtera i nisko propusnog RC ili LR filtra dobivamo pojasno propusni filtar. Spojimo li elemente RLC u seriju, također imamo pojasno propusni filter ali je taj filter drugog reda, zbog dvaju reaktivnih elemenata u svom dizajnu.
Pojasno propusni filtar je prigušuje signale frekvencija i 0 < ω < ωdg i ωgg < ω < {\displaystyle \infty }, pri čemu je:
- ωdg  — donja granična frekvencija
- ωgg  — gornja granična frekvencija

Područjem prigušenja signala naziva se nepropusno područje. Između dviju graničnih frekvencija je spektar signala koji ovaj filter propušta i to područje naziva se propusno područje i označava se slovima BW (od eng. bandwidth). Što je manje propusno područje to je veća selektivnost pojasno propusnog filtera. Rezonantna frekvencija pojasno propusnog RLC filtera izračunava se iz:
ωr = (ωdg * ωgg)-2